# Estero Los Loros
Estero Los Loros är ett vattendrag i Chile.   Det ligger i regionen Región de Valparaíso, i den södra delen av landet, 80 km norr om huvudstaden Santiago de Chile.
Trakten runt Estero Los Loros består till största delen av jordbruksmark. Runt Estero Los Loros är det ganska glesbefolkat, med 45 invånare per kvadratkilometer.